# Binnaka
Binnaka (in birmano ဘိန္နက, bèɪɰ̃nəka̰, traslitterato anche come Beinnaka) è un sito archeologico nell'attuale township di Pyawbwe, in Birmania. Fu una delle maggiori città-stato della cultura Pyu e potrebbe essere stata una città sin dall'inizio del II secolo a.C. Fu abitata anche in periodi successivi, fino al XIX secolo.

## Posizione
Binnaka si trova nella township di Pyawbwe, nel Myanmar, vicino alla linea ferrovaria tra Yangon e Mandalay. Si trova a sud-est di Bagan, nella dry zone della Birmania. Si trova in prossimità della piana di Kyaukse, storicamente la principale area del Paese in cui veniva coltivato il riso.

## Archeologia
Nel 1980 e agli inizi del 1981 un team guidato da Maung Maung Tin condusse degli scavi preliminari a Binnaka. Uno scavo completo del sito non è stato ancora effettuato. Ciò che rinvenne il team annoverava una "grande lastra muraria" ("a large masonry slab") che avrebbe potuto corrispondere al basamento di un tempio o alle fondamenta di mura cittadine, numerose tavolette di terracotta e un frammento di mattone con incisa un'iscrizione in caratteri Pyu, urne funerarie e vasellame, monete e altri oggetti. Gli edifici, il vasellame, le monete e le iscrizioni erano compatibili con esempi ritrovati in altri siti "Pyu" quali Beikthano e Maingmaw. In tutti e tre i siti sembra essere stata messa in atto la stessa pratica funeraria pre-buddista, consistente nel deposito di ossa e ceneri in urne, a suggerire che i tre siti fossero pressoché coevi, intorno al 200 a.C.
Sia Maingmaw sia Beikthano potrebbero essere state contemporanee di Binnaka. Le cronache menzionano Binnaka e Maingmaw e affermano che il sovrano di Binnaka fu responsabile della caduta di Tagaung, città identificata nelle cronache come la patria originaria dei madrelingua burmesi.
Binnaka sembra essere stata abitata fino al diciannovesimo secolo, essendo stati rinvenuti anche artefatti di quell'epoca, nonché da periodi intermedi, tra cui oggetti in rame del primo periodo Pagan e altri esemplari del periodo Ava. L'ultima menzione di Binnaka è riferita a un sittan fatto di foglia di palma, risalente al 1833 e chiamato il "sittan di Binnaka", implicando che la città fosse parte del dominio Konbaung.